# Sada (provins)
Sada (arabiska: صعدة) är en provins i Jemen. Den administrativa huvudorten är Sada. Provinsen har 695 033 invånare och en yta på 12 370 km².

## Distrikt
- Baqim
- al-Dhaher
- Ghamr
- al-Hashwah
- Haydan
- Kitaf wa al-Boqe'e
- Majz
- Monabbih
- Qatabir
- Razih
- Sa'adah
- al-Safra
- Sahar
- Saqayn
- Shada'a